# Eragrostis multicaulis
Eragrostis multicaulis är en gräsart som beskrevs av Ernst Gottlieb von Steudel. Eragrostis multicaulis ingår i släktet kärleksgrässläktet, och familjen gräs. Inga underarter finns listade i Catalogue of Life.

## Bildgalleri

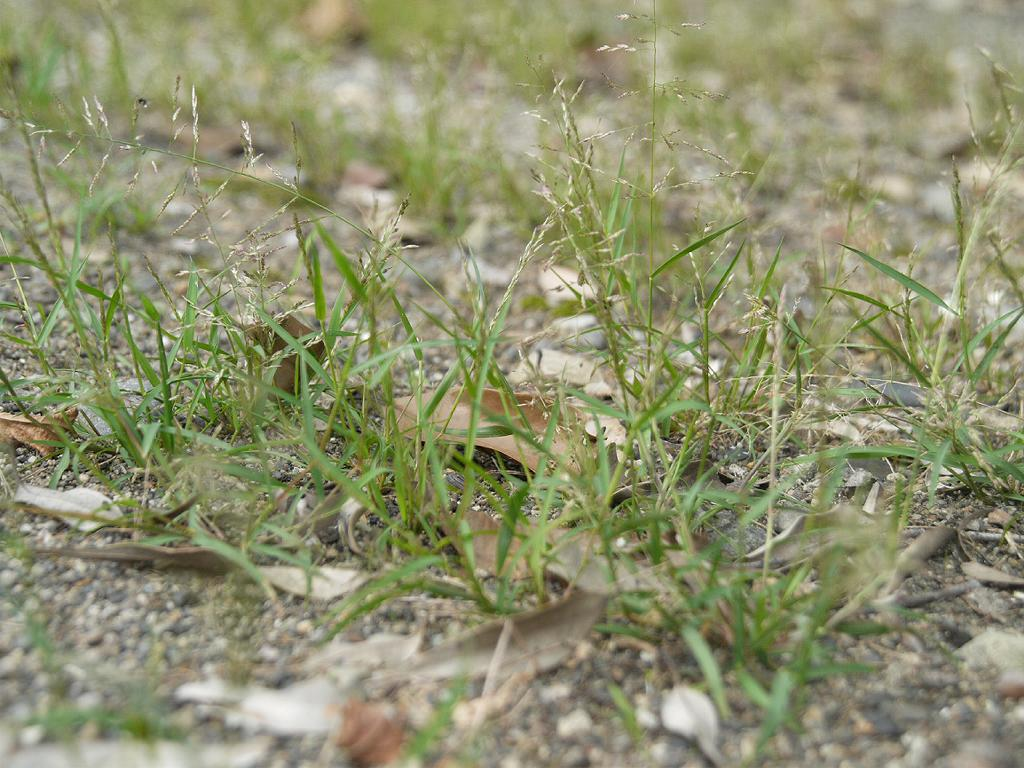